# No Kidding
No Kidding är en brittisk komedifilm från 1960 i regi av Gerald Thomas.
Filmen bygger på Verily Andersons självbiografiska bok Beware of Children.

## Handling
Paret Robinson ärver ett stort hus på landet och bestämmer sig för att öppna sommarläger för barn till välbeställda föräldrar.

## Rollista i urval
- Leslie Phillips - David Robinson
- Geraldine McEwan - Catherine Robinson
- Julia Lockwood - Fenella
- Irene Handl - mrs Spicer
- Noel Purcell - Tandy
- Joan Hickson - kokerskan
- June Jago - föreståndaren
- Cyril Raymond - överste Matthews
- Esma Cannon - distriktssköterskan
- Sydney Tafler - mr Rockbottom
- Eric Pohlmann - King